# William Meeks

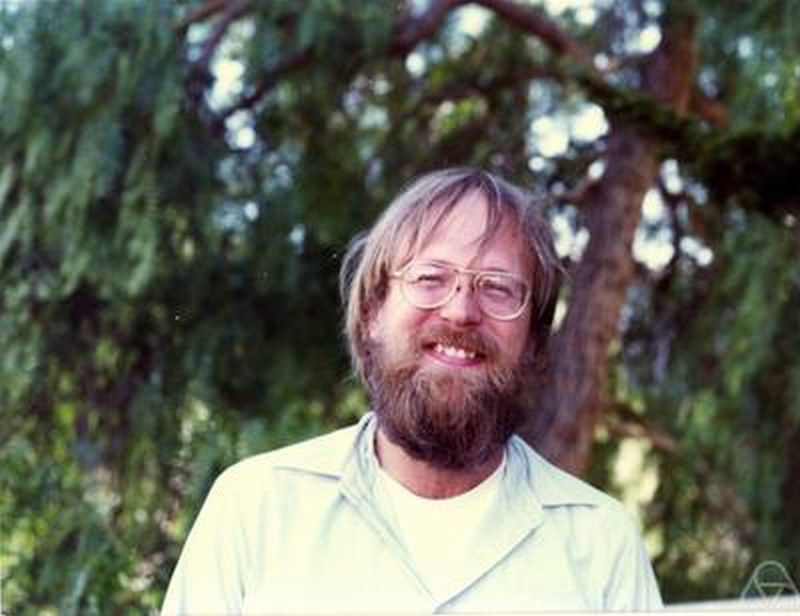
William Meeks, Berkeley 1981

William Hamilton Meeks III (* 8. August 1947 in Washington, D.C.) ist ein US-amerikanischer Mathematiker, der sich mit Minimalflächen befasst.
Meeks studierte an der University of California, Berkeley, mit dem Master-Abschluss 1974 und der Promotion 1975 bei H. Blaine Lawson (The Conformal Structure and Geometry of Triply Periodic Minimal Surfaces in {\displaystyle R^{3}}). Als Post-Doktorand war er an der University of California, Los Angeles und 1977/78 am IMPA als Assistenzprofessor und 1979 bis 1983 als Professor (dazwischen war er 1978/79 Assistant Professor an der Stanford University). 1983/84 war er am Institute for Advanced Study und von 1984 bis 1986 Professor an der Rice University. Ab 1986 war er Professor an der University of Massachusetts Amherst. Er ist dort George David Birkhoff Professor für Mathematik.
Er ist als Experte für Minimalflächen bekannt und widmet sich auch deren computergrafischer Visualisierung. Er arbeitete u. a. mit David Allen Hoffman zusammen. 1985/86 war er Gastprofessor an der University of California, Santa Barbara. 2006/07 war er Guggenheim Fellow.
1986 war er Invited Speaker auf dem Internationalen Mathematikerkongress in Berkeley (Recent progress on the geometry of surfaces in {\displaystyle R^{3}} and on the use of computer graphics as a research tool).

## Schriften
- mit Joaquin Perez The classical theory of minimal surfaces, Bulletin AMS, Band 48, 2011, S. 325–407, Online
- mit Rosenberg The uniqueness of the helicoid. Ann. of Math. (2) 161 (2005), no. 2, 727–758.
- mit Hoffman Embedded minimal surfaces of finite topology, Ann. of Math. 131 (1990), 1–34
- mit Simon, Yau Embedded minimal surfaces, exotic spheres, and manifolds with positive Ricci curvature. Ann. of Math. (2) 116 (1982), no. 3, 621–659.
- A survey of the geometric results in the classical theory of minimal surfaces, Bol. Soc. Brasil. Mat. 12 (1981), 29–86.
- The geometry, topology, and existence of periodic minimal surfaces, in: Differential geometry: partial differential equations on manifolds (Los Angeles, CA, 1990), Proc. Sympos. Pure Math., vol. 54, Amer. Math. Soc., 1993, S. 333–374
- Geometric results in classical minimal surface theory, in: Surveys in differential geometry, Band 8, Internat. Press, Somerville/Massachusetts 2003, S. 269–306